# Hubert Wolfs
Pour l’article homonyme, voir Wolfs.
Cet article possède un paronyme, voir Hubert Wolfs.
Hubert Wolfs (Malines 1899-1937) est un peintre belge. 

## Biographie
Hubert Wolfs est à l'origine cordonnier et réparateur d'horloges. Il apprend la peinture de manière autodidacte. Son compatriote malinois Prosper De Troyer remarque son talent et le soutient. C'est ainsi qu'il lui présente Paul Van Ostaijen et le peintre Josef Peeters qui l'invitent à participer au Deuxième Congrès pour l'Art Moderne à Anvers en 1922. La même année, Wolfs expose également au Erste Internationale Kunstausstellung à Düsseldorf. Hubert Wolfs compte parmi les premiers abstraits belges. Son travail présente également des traits expressionnistes et surréalistes. 
Il décède à 38 ans. En 1965, sa ville natale, Malines, lui organise une rétrospective. 

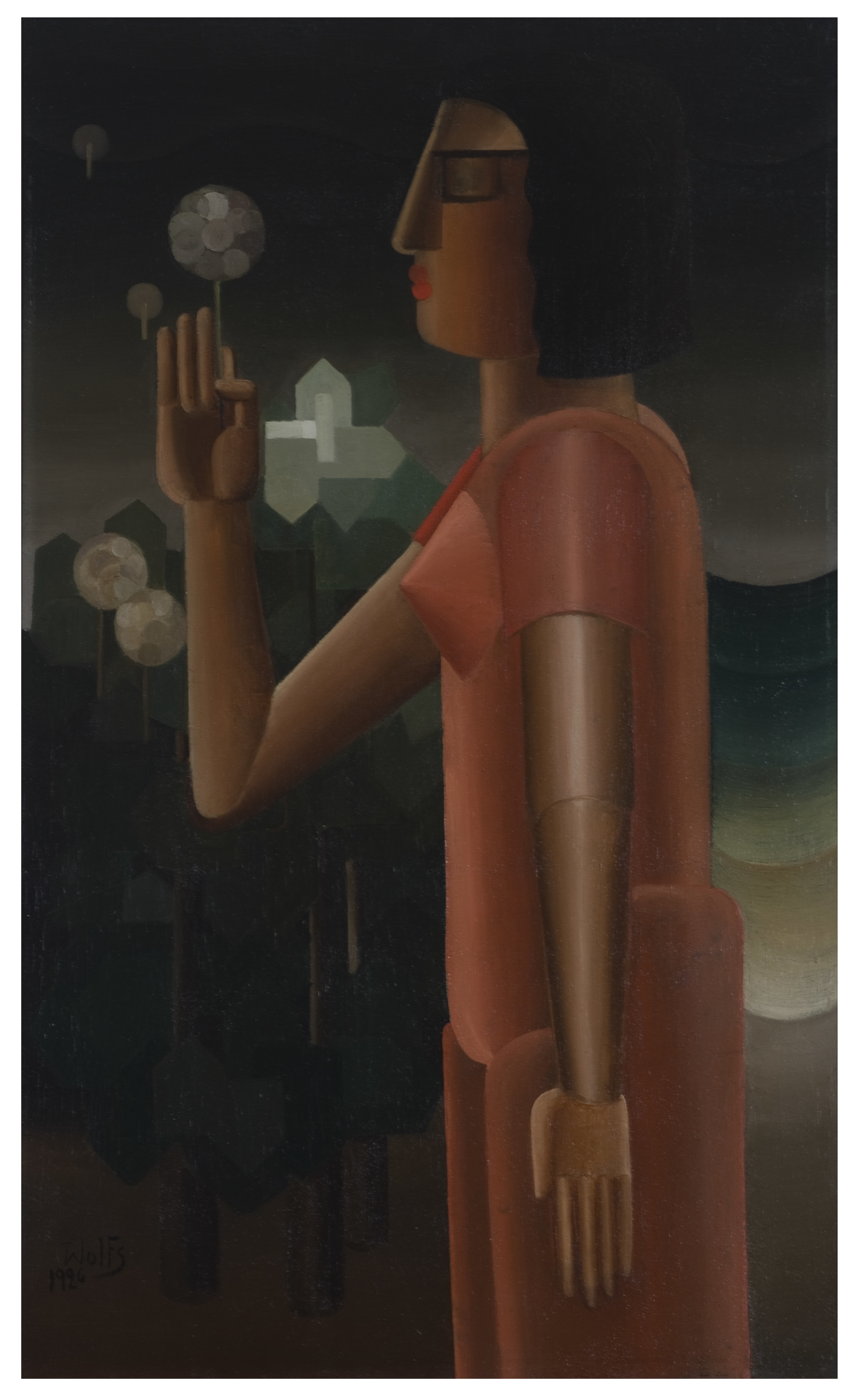
Hubert Wolfs, Femme avec fleur, 1926, huile sur panneau, 100 x 60,3 cm, coll. Musée René Magritte - Musée d'Art Abstrait, photo: Luc Schrobiltgen

En 2012, les œuvres de Wolfs provenant de la collection du Musée d'Art Contemporain d'Anvers son exposées dans l'exposition «Lonely at the top: hommage aux premiers peintres abstraits de Belgique». Il est également représenté à la rétrospective «Modernisme - Art abstrait belge et Europe (1912-1930)» du Musée des beaux-Arts de Gand. 

## Collections
- Muée d'Art Contemporain d'Anvers
- Musée des Beaux-Arts de Gand
- Musée René Magritte - Musée d'Art Abstrait

## Sources
1. ↑  (en) « Hubert Wolfs », sur Ensemble, MHKA
2. ↑  (nl) s.n., Catalogue de l'exposition rétrospective sur Hubert Wolfs, Malines, Kultureel Centrum Mechelen, 1965
3. ↑  (nl) Jan Ceuleers, Lonely at the top: nieuwe kunst in Antwerpen 1958-1962', Anvers, Muhka, 2012
4. ↑  (nl) Johan De Smet, 'Modernisme : Belgische abstracte kunst en Europa', Gand, Museum voor Schone Kunsten Gent, 2013